# Peter Mennin
Peter Mennin né le 17 mai 1923 à Érié (Pennsylvanie) et mort le 17 juin 1983 à New York, est un compositeur et un professeur américain. Il a dirigé le conservatoire Peabody de Baltimore dès 1958. En 1962, succédant à William Schuman, il préside la Juilliard School.

## Biographie
Peter Mennin est d'ascendance italienne. Il compose à l'âge précoce de sept ans. Il travaille avec Normand Lockwood au Oberlin College Conservatory en 1939, puis il rejoint l'Air Force. En 1942 il achève sa première Symphonie qu'il a rejeté plus tard. Il travaille ensuite avec Bernard Rogers et Howard Hanson à la Eastman School of Music et obtient son doctorat à l'âge de vingt-quatre ans.
En 1958, il est directeur du conservatoire Peabody. Puis président de la Juilliard School of Music de 1962 à sa mort en 1983.
Il laisse neuf symphonies, plusieurs concertos, des œuvres pour orchestre d'harmonie, chœur (musique) et d'autres formations. Avec le temps, son style est devenu plus chromatique et dissonant, mais il est resté essentiellement tonal, usant fortement de polyphonie.
La cinquième Symphonie (1950) de Mennin, œuvre tonale, énergique et pleine de suspense, a été enregistrée par Howard Hanson et l'orchestre de Rochester. Son œuvre est maintenant enregistrée au disque.
Peter Mennin a reçu le prix Juilliard pour son œuvre.
Ses élèves les plus connus sont : Jacob Druckman, Richard Danielpour, Karl Korte, Charles L. Bestor (en), Jack Behrens (en) et Claire Polin.
Son frère Louis Mennini, est aussi compositeur.

## Œuvres
Piano
- Cinq pièces (1950)
- Sonate pour piano (1963)

Musique de chambre
- Quatuor à cordes no 1
- Quatuor à cordes no 2 (1951)
- Sonate concertante, pour violon et piano (1956)

Œuvres pour orchestre
- Folk Overture (1945)
- Fantaisie pour orchestre à cordes (1947)
- Canto (pub. 1965)
- Concertato Moby Dick (1952)
- Symphonie no 1 (1942)
- Symphonie no 2 (1944) Gershwin Memorial Award, 1945[1]
- Symphonie no 3 (17 mai 1946) 
Création février 1947 par l'Orchestre philharmonique de New York dirigé par Walter Hendl[2].)

1. I. Allegro robusto
2. II. Andante moderato
3. III. Allegro assai

- Symphonie no 4 The Cycle pour chœur et orchestre (1947–48)
- Symphonie no 5 (1950) Commande de l'Orchestre symphonique de Dallas et créé par Walter Hendl
- Symphonie no 6 (1953)
- Symphonie no 7 Variation-symphony (1964, pub. 1967)

1. I. Adagio
2. II. Allegro
3. III. Andante
4. IV. Moderato
5. V. Allegro Vivace

- Symphonie no 8 (1973)
- Symphonie no 9 (1981)

Concertos
- Concerto pour violoncelle (1956)

1. I. Allegro moderato
2. II. Adagio
3. III. Allegro vivace

- Concerto pour piano (1958) Création par Eunice Podis (piano) par l'Orchestre de Cleveland dirigé par George Szell

1. I. Maestoso
2. II. Adagio Religioso
3. III. Allegro Vivace

- Concerto pour flûte (1983)

Musique pour harmonie
- Canzona pour harmonie (1951)

Musique chorale
- A Song of the Palace (1948)
- Christmas Story (1949)

### Discographie
- Symphonie no 3 - Orchestre philharmonique de New York, Dir. Dimitri Mitropoulos, 1er février 1954.
- Symphonie no 7 - Orchestre symphonique de Chicago, Dir. Jean Martinon
- Concerto pour piano - John Ogdon, piano, Royal Philharmonic Orchestra, Dir. Igor Buketoff (1971 - LP RCA Red Seal LSC-3243)
- Concerto pour violoncelle - Janos Starker, violoncelle, Louisville Orchestra, Dir. Robert Whitney (1969 - Albany Troy 044)
- Fantaisie pour cordes, Concertato "Moby Dick", Symphonie no 5 et no 6 - Albany Symphony Orchestra, Dir. David Alan Miller (1997 -  Albany Records)